# Sopragastaldo
Nell'ordinamento giudiziario della Repubblica di Venezia, il sopragastaldo era una magistratura incaricata dell'esecuzione delle sentenze e della conservazione dei documenti relativi agli atti ducali, palatini e della Chiesa di San Marco e agli atti notarili.

## Storia e funzioni
Sin dai tempi più antichi, infatti, tale funzione era affidato ad un gastaldo nominato dal Doge e scelto tra i cittadini. Nel 1471, l'ufficio del gastaldo venne riformato, affiancando al gastaldo ducale due patrizi, inizialmente con pari dignità. Tuttavia, già nel 1471 i patrizi, cresciuti in numero di tre, andarono a costituire l'ufficio del sopragastaldo, incaricato di sovrintendere a due gastaldi ducali.

L'esecuzione delle sentenze civili da parte del sopragastaldo era inizialmente soggetta al diritto d'appello presso i Procuratori di San Marco, ma, dal 1485 si provvide a nominare un patrizio incaricato di operare in vece dei Procuratori. Tale patrizio veniva dunque detto in luogo dei procuratori sopra atti del sopragastaldo o semplicemente sopra atti del sopragastaldo.